# Die Diplomatin – Das Botschaftsattentat
Das Botschaftsattentat ist ein deutscher Fernsehfilm von Elmar Fischer aus dem Jahr 2016. Es handelt sich um die Pilotfolge der Krimireihe Die Diplomatin mit Natalia Wörner als die beim Auswärtigen Amt arbeitende Diplomatin Karla Lorenz in der Hauptrolle. Tragende Rollen sind besetzt mit Thomas Sarbacher, Halima Ilter, Hans-Jochen Wagner und Jannik Schümann sowie mit Navid Navid, Rolf Kanies, Renan Demirkan und David Bunners.

## Handlung
Während in Tunis eine Sicherheitsübung an der dortigen deutschen Botschaft durchgeführt wird, nutzen schwer bewaffnete Terroristen diesen Zustand für eine Belagerung. Ehe sich die Zuständigen versehen, wird aus der Übung ein Ernstfall. Die Terroristen bringen unter Anführer Raid das gesamte Personal in ihre Gewalt. Darunter befinden sich auch Karla Lorenz mit ihrem Assistenten Nikolaus Tanz und der Botschafter Stephan Saalmüller. Um inhaftierte Angehörige islamistischer Komplizen freizupressen, hat sogar Lorenz Mitarbeiterin Esra, eine in Deutschland aufgewachsene Botschaftsangestellte mit tunesischen Wurzeln, die Seiten gewechselt.
Lorenz’ Vorgesetzter Thomas Eick in Berlin ist inzwischen von der prekären Lage informiert worden und nach Tunis gekommen. Er versucht die dort ansässige politische Ansprechpartnerin Maya Kousri dazu zu bewegen, auf die Forderungen der Geiselnehmer einzugehen. Doch diese lehnt jegliche Verhandlungen mit der Terrorgruppe ab, es sei denn, Deutschland würde ihrem Land zur weiteren Entwicklung finanzielle Unterstützung zukommen lassen. Für derartige Verhandlungen, bei denen auch der Europarat in Brüssel gefragt werden müsste, bleibt aber keine Zeit.
Als Raid droht, als erstes Nikolaus Tanz zu töten, setzt Lorenz alles daran, einen Ausweg zu finden, bevor die Situation endgültig eskaliert. Es gelingt, an Material zu gelangen, mit dem man den tunesische Ministerpräsidenten erpressen könnte. In der Zwischenzeit ist das Ultimatum der Terroristen abgelaufen. Als sie Tanz töten wollen, greift Botschafter Saalmüller ein und bittet ihn zu nehmen, wenn schon jemand getötet werden müsse, er trage die Verantwortung in der Botschaft, nicht Tanz. Daraufhin wird er kaltblütig vor laufender Kamera getötet. Kurz darauf rebellieren die restlichen Geiseln, da sie die Situation kaum noch ertragen können. Während des Durcheinanders und Tumults kann sich Nikolaus Tanz unbemerkt aus dem Raum entfernen und entdeckt im Keller zahlreiche enthauptete Leichen.
Bei der Erstürmung der Botschaft finden alle Terroristen den Tod. Esra, die einen Sprengstoffgürtel trägt, hat immer noch die Absicht, sich und alle Geiseln zu töten. Lorenz versucht auf sie einzuwirken, aufzugeben, da Raid sie nun nicht mehr brauche. Esra fühlt sich jedoch nach wie vor hin- und hergerissen und schießt in ihrer Verzweiflung auf Neyla, eine Geisel, die hinter Karla Lorenz steht, und daraufhin zu Boden sinkt. Überraschend bietet sie der Diplomatin sodann ihr Sturmgewehr an, den Zünder für den Sprengstoffgürtel in der Hand haltetnd, bereit ihn jederzeit zu zünden. Karla Lorenz hat keine andere Wahl, als  zu schießen, da die Gefahr im Raum steht, dass Esra den Knopf für die Zündung drückt. Neyla, auf die Esra geschossen hatte, ist zum Glück nur an der Schulter verletzt und wird medizinisch versorgt, der Leichnam des Botschafters Saalmüller wird geborgen. Nikolaus Tanz, der Saalmüller sein Leben verdankt, betrachtet ein Familienfoto, das Saalmüller bei sich trug. Es zeigt ihn mit seinem Sohn, der etwa im Alter von Tanz sein dürfte. Karla Lorenz taumelt benommen nach draußen. Es scheint, als nehme sie nichts und niemanden mehr wahr.

## Produktion
Das Botschaftsattentat wurde vom 11. November bis zum 18. Dezember 2015 gedreht. Als Drehschauplätze diente unter anderem Berlin und die in Tunis spielenden Szenen entstanden in Spanien.
Ursprünglich sollte Entführung in Manila als Auftaktfolge der neu eingeführten Krimireihe Die Diplomatin am 14. November 2015 im Ersten im Samstagabendprogramm erfolgen. Aufgrund der sich am Tag zuvor ereigneten Terroranschläge in Paris wurde die Ausstrahlung auf den 7. Mai 2016 verschoben. Die Erstausstrahlung der eigentlich als zweites geplanten Folge Das Botschaftsattentat wurde vorgezogen auf den 30. April 2016, da der Sender die angedachte Chronologie kurzfristig geändert hatte. Für die Handlung der horizontalen Ebene hatte dies kaum Auswirkungen. Lediglich die Rolle des Assistenten Nikolaus Tanz ist leicht verschoben. Es sollte mit der eigentlichen Auftaktfolge, in der sich Lorenz und Tanz zum ersten Mal begegnen, zu seiner Stellung in Lorenz’ Umfeld kommen. Bis dahin war er der Sekretär der Botschafterin in Manila, die ihn aufgrund seiner Loyalität zu Lorenz zurück nach Berlin geschickt hatte.

## Rezeption

### Einschaltquote
Bei der Erstausstrahlung am 30. April 2016 im Ersten erreichte der Film 4,44 Millionen Zuschauer und 15,4 Prozent des Gesamtmarktanteils.

### Kritik
Tilmann P. Gangloff von Tittelbach-TV meinte: „Der eigentlich zweite Film aus der Reihe mit Natalia Wörner macht nach der Verschiebung von Teil 1 im November nun den Auftakt.“ Die Filmemacher „verzichten [dabei] auf Action à la Hollywood und bemühen sich stattdessen um Realismus.“ Trotzdem wird „die Spannung nicht nur in den Botschaftsszenen konsequent hoch“ gehalten. „Gerade der Realismus des vielsprachigen Films macht eine seiner Stärken aus, und das gilt nicht nur für die Schilderung der politischen Zustände in Nordafrika.“
Filmdienst.de wertete: „Weil von offizieller Seite keine große Unterstützung zu erwarten ist, versucht die Diplomatin, eigenständig mit ihrer einstigen Vertrauten zu verhandeln, und erzielt eine erstaunliche Wirkung. Originell konzipiertes, politisch ungewöhnlich konkretes (Fernsehserien-)Drama um eine unangepasste, vorzüglich gespielte Diplomatin.“
Die Kritiker der Fernsehzeitschrift TV Spielfilm äußerten sich zum Auftaktfilm der Reihe wie folgt: „Spannender Sondereinsatz in schwitziger Atmosphäre“. Sie werteten den Film mit dem Daumen nach oben.
Kino.de bemängelte, dass in den Momenten, wo die „Titelfigur zur Tatenlosigkeit verurteilt ist“ und mehrfach „Esra zur Aufgabe überreden“ will, der Regisseur es versäumt hat, „für eine fundiertere Auseinandersetzung mit den Motiven der Terroristen zu sorgen.“ […] „Der Film stellt zwar die Frage, warum sich die ausgebildete Deutschtunesierin radikalisiert hat, aber er beantwortet sie nur unbefriedigend. Das ist umso bedauerlicher, weil Esra zur tragischen Protagonistin des Finales wird.“